# 东风10DD型柴油机车
东风10DD型柴油机车（DF10DD）是一款由中车大连机车车辆研制及销售的调车柴油机车车型。该型机车是为了满足中国各地地方厂矿企业对大功率电传动调车柴油机车的需求，由大连机车车辆厂于1998年开始设计、1999年研制成功的调车机车。该型机车是以东风5B型柴油机车为基础，动力装置为一台12V240ZJD型柴油机，装车功率为3,000马力（2,200千瓦），传动系统使用采用TQFR-3000E型同步发电机、GTF-5000/1250型硅整流机组、ZD109B型直流牵引电动机，并配备了大连机车车辆厂开发的DLC微机控制系统。2007年，面对竞争日益激烈的调车机车市场，大连机车车辆公司又推出了应用模块化设计的东风10DDA型柴油机车（交流辅助传动）和东风10DDB型柴油机车（机械—静液压辅助传动）。

## 发展历史

### 东风10DD型
1996年，大连机车车辆厂在东风5型柴油机车的基础上，推出了面向路外厂矿企业用户的东风5B型柴油机车。面对竞争日趋激烈的工矿调车机车市场，大连机车车辆厂的自销机车销量比例日益增加，并且一些地方铁路和工业企业亦希望采购功率更大的调车机车。1998年，为了满足地方厂矿企业对大功率电传动调车柴油机车的需求，大连机车车辆厂决定在东风5B型柴油机车的基础上，开发研制装用12V240ZJD型柴油机的东风10DD型调车机车；与此同时，大连机车车辆厂还在东风4D型柴油机车的基础上，开发研制装用16V240ZJD型柴油机的东风4DD型调车机车，进而形成了东风5B型柴油机车（2,500马力）、东风10DD型柴油机车（3,000马力）、东风4DD型柴油机车（4,000马力）三种不同功率等级的调车机车产品系列。
1999年1月15日，大连机车车辆厂召开东风10DD型调车机车设计评审会议；1月19日，工厂下达了东风10DD型调车机车设计任务书。同年5月，东风10DD型1001号机车在大连机车车辆厂落成。同年，首两台东风10DD型机车分别交付陕西省西延铁路公司和河南省焦作电厂使用。东风10DD型柴油机车是按照地方工矿企业需要而设计的调车机车，适合在坡度大、曲线多的地方铁路上执行调车编组及小运转作业。机车采用一台装车功率为3,000马力（2,200千瓦）的12V240ZJD型柴油机，牵引传动系统与东风4D型柴油机车大致相同，采用TQFR-3000E型同步发电机、GTF-5000/1250型硅整流机组、ZD109B型直流牵引电动机，东风10DD型机车并配备了大连机车车辆厂开发的DLC微机控制系统。 

### 东风10DDA型、东风10DDB型
自1990年代以来，大连机车车辆有限公司先后推出了多款采用240/275系列柴油机的调车机车产品，包括使用4240ZJ型柴油机的GKD0型柴油机车、使用6240ZJ型柴油机的GKD1型柴油机车、使用8V240ZJ型柴油机的东风5D型柴油机车、使用12V240ZJF型柴油机的东风5B型柴油机车、使用12V240ZJD型柴油机的东风10DD型柴油机车、使用16V240ZJD型柴油机的东风4DD型柴油机车。这些机车主要都是针对特定用户的特殊要求而设计，开发过程中并未充分考虑到零部件模块化和系列化。由于地方厂矿机车的特点是生产批量小、生产周期短、加装改造项目多，每个用户都会根据自身的使用习惯和运用环境提出个性化的要求，因此即使是同一款型号的机车往往也有各异的配置，甚至还衍生出种类繁多、相似却又不同的车型，例如合九铁路有限责任公司希望购买一台以东风10DD型机车为基础的调车机车，但要求将12V240ZJD型柴油机更换成12V240ZJF型柴油机，并且要使用东风5B型机车的转向架和东风5D型机车的侧门结构，如此一来便成为了东风5BG型柴油机车。
用户每次订购机车都相当于重新设计新的车型，因而造成工厂生产组织混乱、设计方案复杂、生产成本增加、配件通用性差，使得机车设计开发部门疲于应付，也不利于运用部门的培训和维护工作。2005年，大连机车车辆有限公司在为鞍山钢铁集团公司生产的GKD1A型柴油机车上初步尝试了模块化设计。调车机车的模块化改进设计将结构、部件、系统集成为模块，力求使各种调车机车技术标准统一，提高机车部件的通用互换性，节省生产工序和设计成本，并可根据客户的特定要求，选择不同的模块和机组，组合成为满足客户要求的机车产品。2006年，大连机车车辆有限公司吸取GKD1A型柴油机车的成功经验，决定在市场需求较大的东风10DD型调车机车之基础上进行重新设计，开发研制新一代的东风10DD型模块化机车。
模块化机车将机车上部车体分为制动部件室、司机室、电气室、传动室、动力室、冷却室和辅助室七大模块，每个独立模块均使用螺栓固定于车体底架上，并参照铁道部对新造机车的规范化要求重点改良了柴油机油水管路、空气管路、电气布线、标准化司机室等方面的设计，制动系统制动部件和行车安全监控装置达致集成化。东风10DD型模块化机车有两种辅助传动系统可供选择。采用交流辅助传动方案的机车被称为东风10DDA型柴油机车，转向架牵引电动机通风机和冷却风扇均由交流电动机驱动。采用机械—静液压传动方案的机车被称为东风10DDB型柴油机车，辅助系统的驱动方式与东风4B型柴油机车基本相同，冷却风扇由静液压马达驱动。两种机车均采用JF208A型三相无刷励磁同步发电机，机车控制系统采用ADLC微机控制系统及可编程逻辑控制器。制动装置也可选用设有手制动机构、铸铁闸瓦的基础制动装置，或者采用设有弹簧停车机构和高摩合成闸瓦的单元制动装置。
2007年5月，大连机车车辆有限公司试制出首台东风10DDA型0126号机车，同年7月交付秦皇岛港股份有限公司铁运分公司使用。东风10DD型机车应用模块化设计后，大幅节省了机车设计、生产工序及生产周期，机车设计周期由以前的5个月缩短到2个月，而实际生产周期亦缩短到10至15天之内。东风10DD型机车的市场定位介乎于北京二七机车的东风7G型柴油机车和资阳机车的东风12型柴油机车之间。由于东风10DDA、东风10DDB型机车有一定的价格差距，追求性价比的地方厂矿企业大多倾向购买价格较低的东风10DDB型机车。

## 运用情况

### 中国国内
截至2021年6月，中车大连机车车辆公司已生产了超过300台东风10DD型机车（包括东风10DDA型、东风10DDB型模块化机车），机车的踪影遍及中国各地的港口、化工、矿山、发电厂等企业，主要用户包括秦皇岛港股份有限公司、山东港口集团烟台港铁路公司、珠海交通集团高栏港铁路股份有限公司、大连港铁路公司、连云港港口集团、广西北部湾港防城港区、平顶山煤业集团、山西晋煤集团、河南永煤集团、本溪北营钢铁公司、河钢集团石钢公司、山东钢铁股份有限公司、福建三钢闽光股份有限公司、舞阳钢铁有限责任公司、济南钢铁集团、国家能源投资集团准能集团大准铁路公司、神华准格尔能源有限责任公司、内蒙古大唐国际锡林浩特矿业有限公司、内蒙古大雁矿业集团、内蒙古岱海发电有限责任公司、阳泉南煤集团通泰铁路公司、陕西陕煤黄陵矿业有限公司、双鸭山矿业集团有限公司、宝钢集团梅山钢铁股份公司、中石化齐鲁分公司储运厂、中国石油吉林石化公司、中国石化集团茂名石化公司、中国石化燕山石化公司、渤海水泥（葫芦岛）有限公司、中铁（惠州）铁路有限公司、中铁一局赤峰铁路运输公司、中铝物流集团中部国际陆港有限公司、中铝山西新材料有限公司、江苏新海发电有限公司、河南大有能源股份公司、开滦集团铁运公司、山西潞安化工集团、云南天达化工实业、天驰物流有限责任公司。

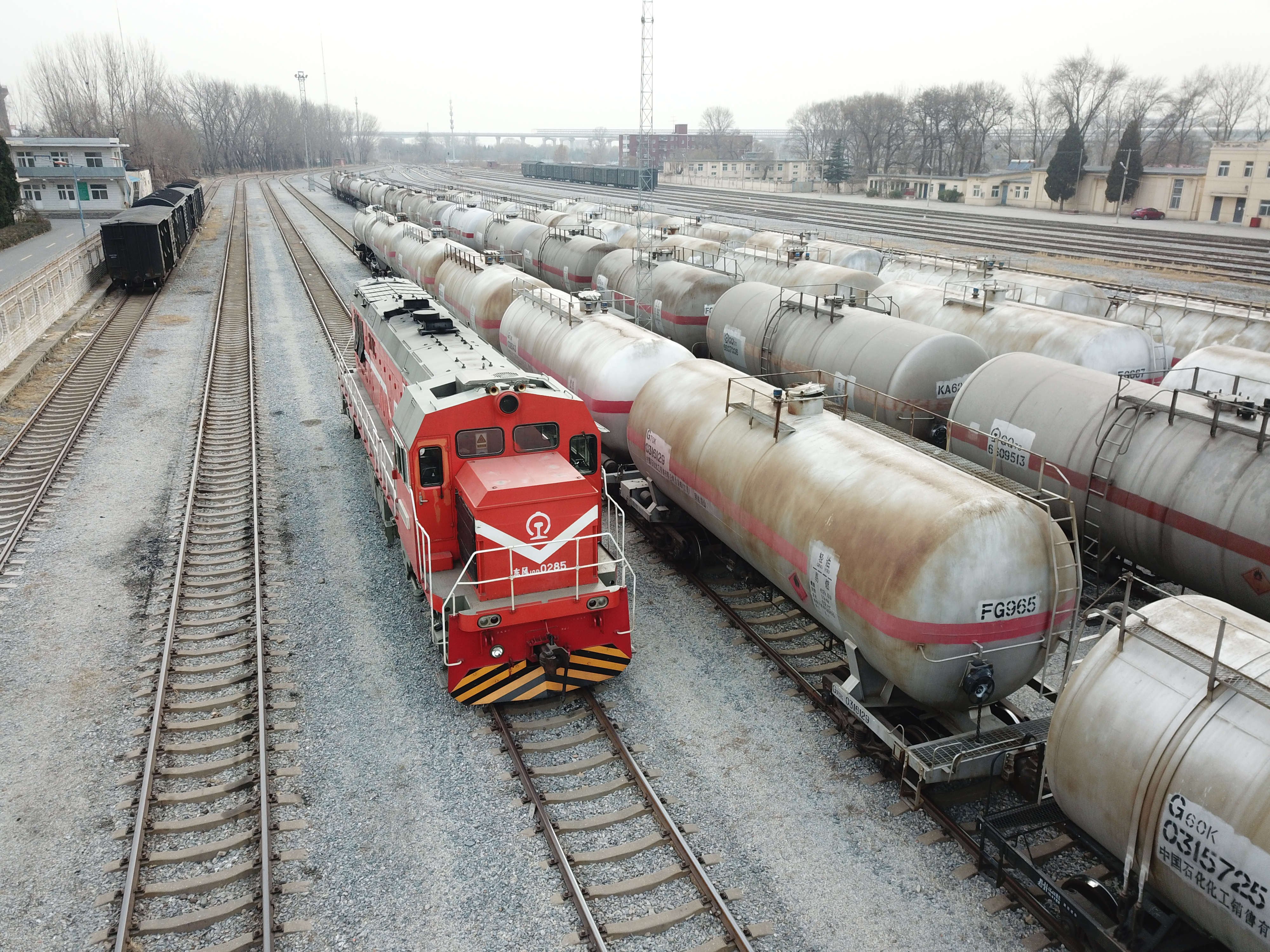
燕山石化公司的东风10DD型0285号机车
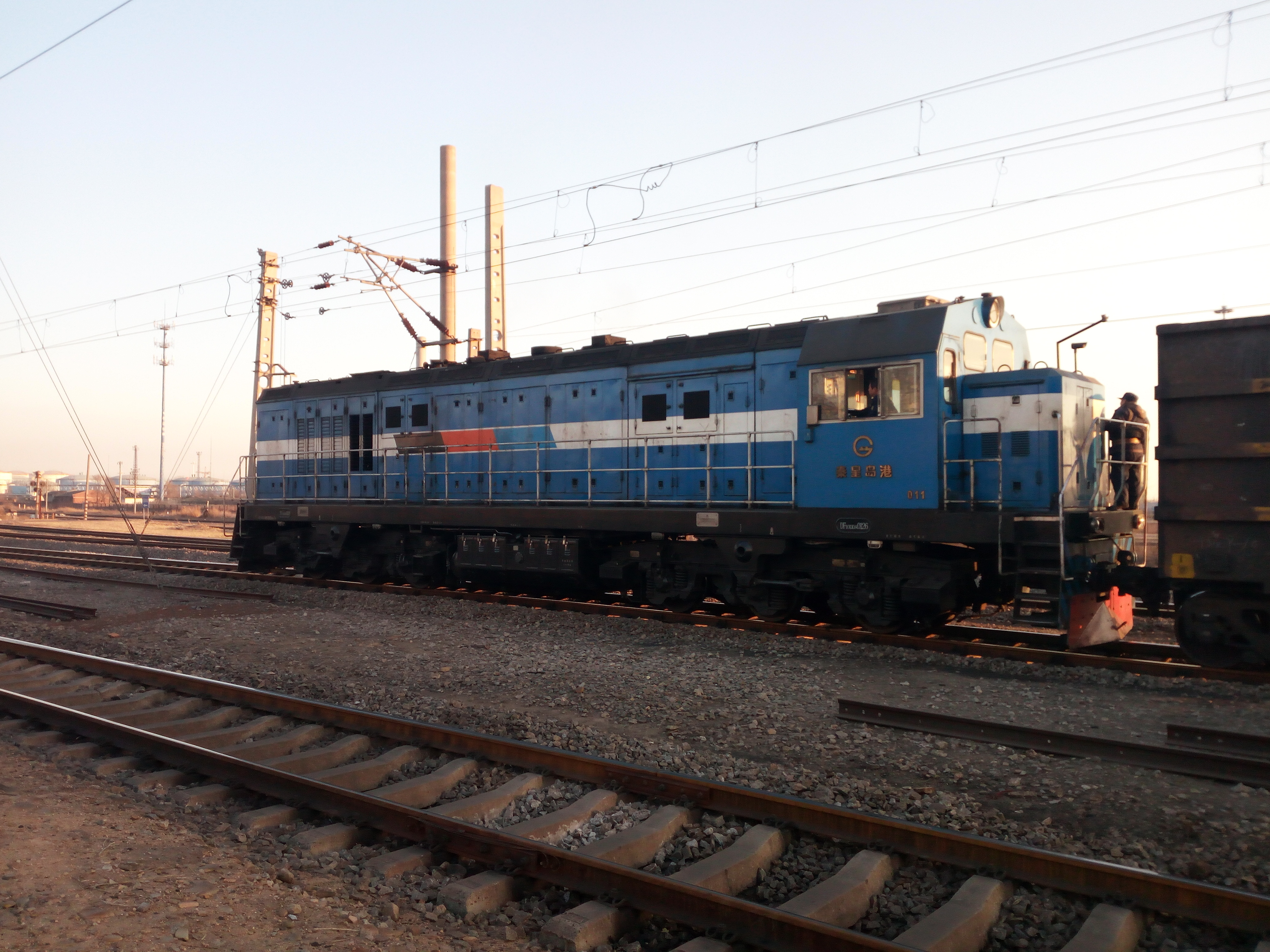
秦皇岛港股份的东风10DDA型0126号机车在秦皇岛东站二场进行调车作业
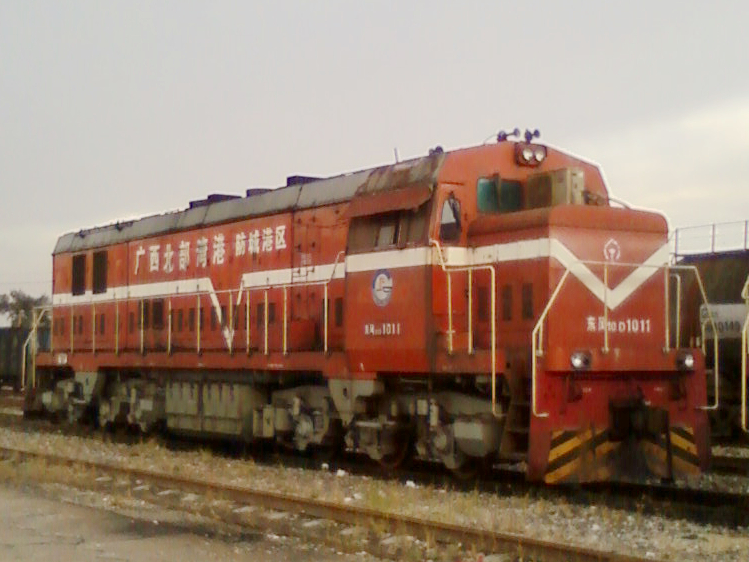
广西北部湾港防城港区的东风10DD型1011号机车

### 出口机车
2008年，因应中国铁建股份有限公司在沙特阿拉伯的铁路建设项目需要，中国铁建公司向大连机车车辆公司订购了5台东风10DDB型柴油机车。这批机车根据中东地区的使用环境进行了局部改进，适于热带高温、高风沙运用环境，各种零部件能适应-40℃~+55℃的环境温度，轮对采用符合沙特阿拉伯铁路标准的轮缘踏面。2009年3月，5台东风10DDB型机车在大连港装船启运。2010年，中国铁建公司再度向大连机车车辆公司订购2台东风10DDB型柴油机车。两批共7台东风10DDB型机车交付中国铁建旗下的中铁十五局集团沙特公司、中铁十八局集团沙特公司使用，参与沙特南北铁路、麦加—麦地那高速铁路（一期工程）等铁路修建项目。

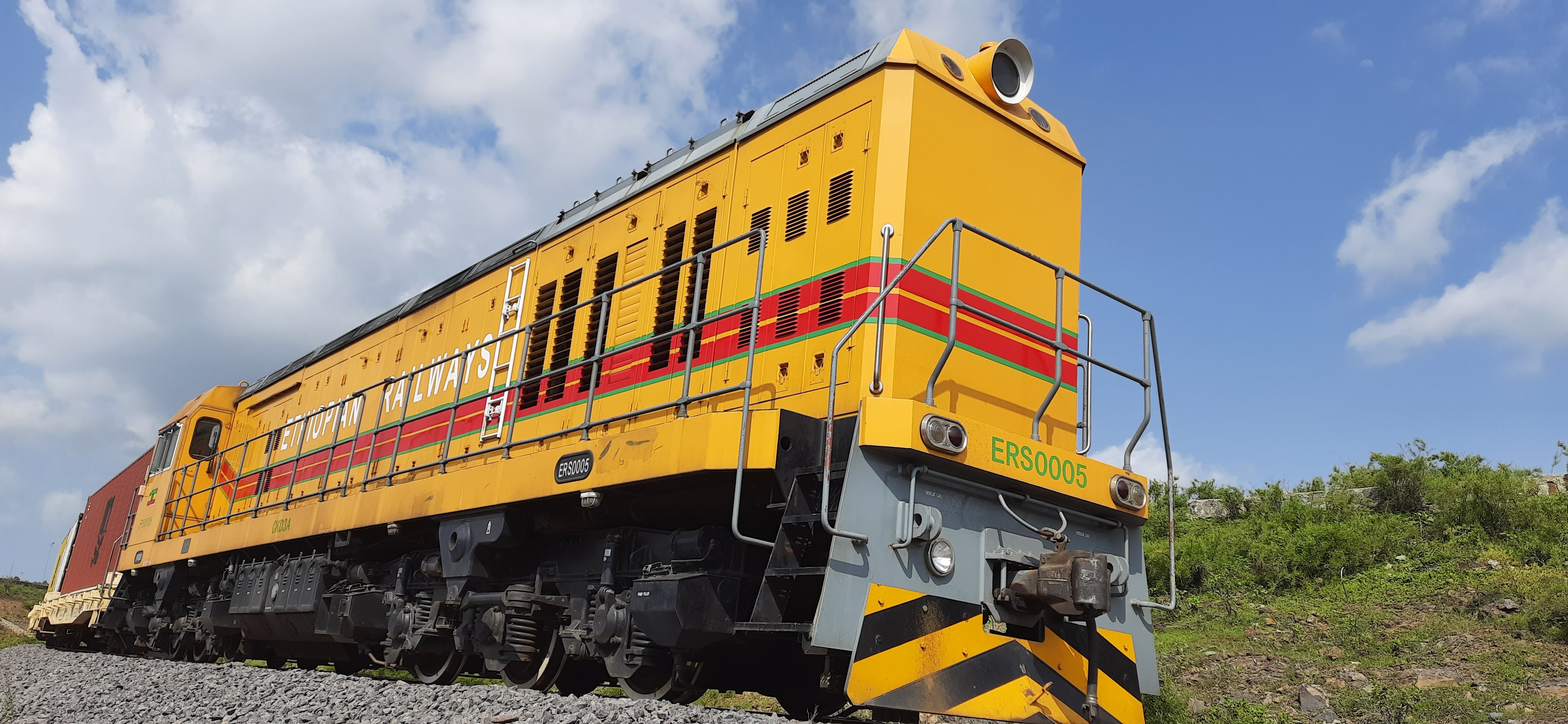
埃塞俄比亚铁路公司的东风10DDB型机车

2013年3月，埃塞俄比亚铁路公司与中国北方工业公司旗下的北方国际合作股份有限公司签订合同，向中国南车集团、中国北车集团订购用于亚吉铁路的铁路机车车辆，包括35台HXD1C型电力机车、6台东风10DDB型柴油机车、30辆25G型铁路客车和1100辆铁路货车，合同金额达2.59亿美元，由中国进出口银行提供融资支持。大连机车车辆公司根据当地的运用环境为这批东风10DDB型机车作出改进，取消了机车预热系统及冷却水外循环系统，并在机车电气间顶部安装了双层顶盖结构。2015年12月，6台东风10DDB型柴油机车运抵吉布提港并交付埃塞俄比亚铁路公司，这批机车用于亚吉铁路干线小运转以及吉布提港的调车作业。
2020年5月，中国土木工程集团有限公司向中车大连机车车辆公司订购供11台柴油机车，其中包括4台东风10DDB型机车、3台东风4DH型柴油机车，用于中国土木工程集团公司在阿联酋承包的阿提哈德铁路二期建设工程。4台东风10DDB型机车于2021年1月19日运抵阿联酋，交付中国土木工程集团有限公司阿联酋分公司使用。

## 技术特点

### 总体布置

#### 基本结构
东风10DD型柴油机车是调车及小运转用的六轴柴油机车，机车标称功率为2,550马力（1,880千瓦），构造速度为100公里/小时，运转整备重量为138吨，轴重为23吨。机车采用外走廊式及中梁承载的罩式车体结构，车体所有载荷均由车体底架承担，机车中部两侧及两端设有露天走台与扶梯。东风10DD型机车的车体底架长度为17,800毫米，车钩中心线间距为18,800毫米；东风10DDA型、东风10DDB型模块化机车的车体底架长度为18,900毫米，车钩中心线间距为19,900毫米。模块化和非模块化机车的车体宽度均为3,200毫米，车体高度为4,532.5毫米。车体底架两端装有13号上作用车钩、牵引缓冲装置和排障器。车体底架下部两台转向架之间吊挂着一个容量为5,000升的燃油箱，燃油箱左右两侧设有铅酸蓄电池组，燃油箱前后两端各有一个总风缸。

#### 设备布置

##### 非模块化机车
机车从前到后分别为电气室、司机室、动力室、冷却室和辅助室，其中电气室方向为短罩端（II端），辅助室方向为长罩端（I端）。电气室内设有高低压控制电器柜、微机控制装置和各种用途的接触器开关。司机室内设有两个功能相同的司机操纵台，在司机室内沿前进（面向长罩端方向的左侧）、后退（面向短罩端方向的左侧）方向对角布置，以便司机选择任意一个方向操纵机车，司机操纵台的形式与东风4DD型调车机车相同，设有主控制器、操纵按钮、空气制动阀、仪表和信号显示装置等；司机室内还设有空调装置、电炉、电热壁。
动力室内安装了一套柴油发电机组，并设有空气滤清器、燃油滤清器、燃油输送泵、机油滤清器、机油热交换器、膨胀水箱等辅助设备。起动变速箱通过万向轴与主发电机端部法兰连接，并通过该变速箱驱动励磁机、起动发电机、前转向架牵引电动机通风机；在牵引电动机通风机上面还设有主整流柜和励磁整流柜。
冷却室设有冷却水系统和散热装置，冷却室顶部装有V形结构的扁管肋片式散热器，以及两个直径为1,400毫米的轴流式冷却风扇，冷却风扇由静液压马达传动，冷却室两侧的百叶窗可随冷却水温度而自动开闭。机车设有两套独立的循环冷却水系统，分别为冷却柴油机的高温冷却水系统（10个散热器单节），以及冷却增压空气、机油、静液压传动油的低温冷却水系统（28个散热器单节）。散热器下方设有静液压变速箱、后转向架牵引电动机通风机等。辅助室内设有两台NPT5型电动空气压缩机。空气制动装置采用JZ-7型空气制动机。

##### 模块化机车
模块化机车从前到后依次为制动室、司机室、电气室、传动室、动力室、冷却室、辅助室，其中制动室方向为短罩端（II端），辅助室方向为长罩端（I端）。机车车架、车体各室等设计均被设计成具有各种不同的使用功能、接口界面、技术条件的模块化部件，可以根据客户特定的条件选用不同的模块，但各种模块的接口界面和钢结构完全相同，各室与车架通过连接座与螺栓连接。传动室、动力室和辅助室顶部设有可拆式顶盖，侧墙亦设计成可拆卸式以便维修车内部件。司机室、冷却室和电气室设计成可以整体吊装的模块。车体底架中梁采用鱼腹式结构、边梁采用压型梁结构，以提高车体底架的整体刚度。
制动室设有空气制动系统的各种阀类和行车安全设备等。司机室按铁道部规范化调车机车司机室设计，可按用户需要设有一个或两个司机操纵台，在靠近电气室一侧的端墙还设有通向电气柜的检修门。电气室内采用了电器柜与车体设计成一体的独立拆装结构，不同功能的电气部件模块组装完毕后才安装到电气室钢结构上。传动室内设有一台由柴油发电机组输出端经万向轴驱动的起动变速箱，并通过起动变速箱分别驱动起动发电机、交流辅助发电机（东风10DDA），电气室内还装有前转向架牵引电动机通风机、硅整流柜、柴油机进气空气滤清器。动力室内有柴油发电机组、机油热交换器、燃油滤清器、燃油输送泵和另一个柴油机进气空气滤清器。冷却室与冷却装置设计成一体化结构，装有V形结构的胀管式铜散热器单节共38个（高温冷却水系统有10个，低温冷却水系统有28个），以及两个直径为1,400毫米的冷却风扇；冷却室内还设有膨胀水箱、交流辅助电器控制柜（东风10DDA）、后转向架牵引电动机通风机。辅助室内设有两台空气压缩机、空气冷却器、油水分离器等。
东风10DDA型机车采用交流辅助传动系统，机车上设有一台经起动变速箱驱动的交流辅助发电机，牵引电动机通风机的交流电动机直接由交流辅助发电机驱动，而冷却风扇的交流电动机则经由交流辅助电器控制柜控制的逆变器变频驱动。东风10DDB型机车则沿用非模块化机车的机械—液压辅助传动系统，启动变速箱通过弹性柱销联轴节分别带动起动发电机、牵引电动机通风机，而静液压变速箱则驱动静液压马达来带动冷却风扇。

### 柴油机
东风10DD型机车装用一台由大连机车车辆工厂制造的12V240ZJD型柴油机，属于240/275系列柴油机产品之一。该型柴油机是在16V240ZJD型柴油机基础上发展而成12气缸机型，吸收了大连机车车辆厂与英国里卡多公司的技术合作成果，并应用了部分为16V240ZJE型柴油机设计的零部件。与16V240ZJD型柴油机相比，12V240ZJD型柴油机除了气缸数量减少之外，其高度和宽度尺寸亦有所缩减，以便适应机车重量限制的要求。在1996年面世的东风10F型柴油机车亦采用了该型柴油机，而在东风10DD型机车上则进一步按铁道部规范化设计标准改善了柴油机油水管路的设计。
12V240ZJD型柴油机是一款12气缸、四冲程、V型结构、直接喷射、废气涡轮增压、增压空气中间冷却的中速柴油机。气缸内径为240毫米，活塞行程为275毫米，气缸V形夹角为50°，额定转速为每分钟1,000转，最低空载转速为每分钟430转，平均有效压力为1.819兆帕，UIC标定功率为3,200马力（2,400千瓦），装车功率为2,950马力（2,200千瓦），额定满功率运转时的燃油消耗量为153克/有效马力·小时（208克/有效千瓦·小时）。柴油机采用钢制铸焊结构机体、组合式钢顶铝裙活塞、稀土合金球墨铸铁曲轴、合金锻钢并列连杆，配备两台由天津机辆轨道交通装备公司制造的ZN250型增压器。
非模块化机车的柴油机进气空气滤清器采用三级空气滤清系统，第一级为波纹状滤网，第二级为离心式旋风惯性过滤器，第三级为纸质滤芯过滤器。模块化机车则借鉴了东风4D型准高速客运机车的经验，将第一级改为过滤效果更佳的油浴式过滤网。柴油机采用C3X型调速器和无级调速装置，通过控制联合调节器配速机构上的步进电机，实现对柴油机的有档无级调速控制。柴油机由ZQF-80型起动发电机起动，其电源由蓄电池供给。柴油机完成起动后，启动发电机由直流串励电动机变为直流他励发电机，并通过电压调整器输出110伏特直流电，作为辅助发电机使用，用来给蓄电池充电并和向辅助电路及控制电路供电。

### 传动系统
东风10DD型机车采用交—直流电传动装置，柴油机曲轴通过联轴节驱动一台交流同步发电机发出三相交流电，经由硅二极管组成的三相桥式整流装置整流为直流电后，再将电能输送给两台转向架上的六台直流牵引电动机，通过传动齿轮驱动轮对。东风10DD型机车（非模块化）的主发电机、硅整流机组、牵引电动机、起动发电机和励磁机型号均与东风4D型柴油机车相同。 

#### 牵引发电机
非模块化机车的牵引发电机采用永济电机厂制造的TQFR-3000E型三相交流同步发电机，额定容量为2,911千伏安，额定电压为425／770伏特，额定电流为3,955／2,183安培，额定转速为每分钟1,000转，定子及转子绝缘等级均为H级，冷却方式为径向自通风式，主发电机净重为5,100公斤。与东风4B型柴油机车采用的TQFR-3000型同步牵引发电机相比，TQFR-3000E型牵引发电机具有较大的恒功调压比，可以有效降低牵引电动机的磁场削弱深度。牵引发电机由一台GQL-45型三相感应子交流发电机励磁，励磁机由柴油机通过启动变速箱驱动，其发出的交流电经励磁整流器转换为直流电后，给发电机的转子励磁绕组励磁。
模块化机车则采用与东风7G型柴油机车相同的JF208A型三相无刷励磁凸极同步发电机，它是在TQFR-3000E型发电机的基础上，利用内置式旋转整流装置及励磁机代替了外置式励磁机，从而简化了主发电机的励磁系统，其性能与TQFR-3000E型发电机完全相同。发电机转子上设有主发电机的励磁绕组和励磁机的三相电枢绕组，而励磁机的励磁绕组则设在主发电机定子上。发电机额定容量为2,911千伏安，额定电压为425／770伏特，额定电流为3,955／2,183安培，额定转速为每分钟1,000转，定子及转子绝缘等级均为H级，冷却方式为径向自通风式，主发电机净重为5,500公斤。

#### 整流装置
牵引发电机发出的三相交流电由硅整流装置转换成直流电，由风冷式硅二极管元件组成三相桥式全波整流电路。机车使用GTF-5100/1250型硅整流装置，整流装置有六个串联的整流桥臂，每一桥臂有四个并联的ZP2500-28型整流二极管，每个整流柜共有24个整流二极管元件。硅整流装置的最大直流输出电压为1,250伏，额定直流输出电流为5,100安培。

#### 牵引电动机
牵引电动机采用ZD109B型（非模块化机车）或ZD109B1型（模块化机车）四极直流串励牵引电动机。该型电动机实质上是滚动抱轴承版本的ZD109A型牵引电动机（用于东风4E型柴油机车），两者的电气参数和制造工艺基本相同，同样吸收了在引进ND5型柴油机车时通用电气向永济电机厂转让的牵引电动机制造技术，例如压型焊接机座、定子整体压型线圈等，从而提高了额定电流和额定转矩，大幅改善了机车持续牵引特性和恒功率范围。额定功率为530千瓦，额定电压为670伏，额定电流为845安培，额定转速为每分钟770转，最高转速为每分钟2,385转，定子及电枢绝缘等级均为H级，冷却方式为强迫通风。为了扩大机车的恒功率调速范围，还可以对牵引电动机进行一级磁场削弱，磁场削弱率为54%。

### 控制系统
东风10DD型机车采用由大连机车车辆厂研制的微机控制系统，同时还保留了由联合调节器油马达驱动功调电阻的励磁调节装置，司机可根据实际情况切换励磁控制方式或两者同时使用。
功调电阻励磁调节装置采用由联合调节器伺服油压马达带动变阻器的方式。牵引发电机的励磁电流是由励磁机发出的交流电经励磁整流柜整流后供给，而励磁机的励磁电流则是由柴油机经启动变速箱驱动的测速发电机供电。测速发电机的励磁电流由110伏辅助电源提供，并经过功率调节电阻和励磁调节器控制。功率调节电阻的滑动触点由联合调节器上的功率伺服油压马达带动，它根据柴油机工作状况（欠载或过载）自动地调节可变电阻器的阻值，从而改变测速发电机的励磁电流，并经测速发电机和励磁机二级放大后，间接地改变了牵引发电机的输出功率。 
东风10DD型机车（非模块化）使用名为“内燃机车控制器”（Diesel Locomotive Controller，DLC）的微机控制系统。该系统是以东风6型柴油机车的车载微机控制系统为基础，由大连机车车辆厂于1996年开始研制的内燃机车多功能实时控制系统。控制系统的硬件部分主要由微机系统主机、信号传感器及信号处理部分、TFT彩色液晶显示屏及電源供應器部分组成。系统主机采用结构，各个控制板通过RS-485串行总线进行网络通讯，并以英特尔80C196微处理器为核心。系统主要控制功能包括恒功率励磁控制、柴油机转速控制、辅助发电励磁控制、磁场削弱控制、故障诊断与保护、机车状态参数的记录和显示等。
模块化机车使用名为“先进内燃机车控制器”（Advanced Diesel Locomotive Controller，ADLC）的微机控制系统。该系统是由大连机车车辆厂在DLC系统基础上进一步开发和改良的机车微机控制系统。该系统分为控制机车主传动系统的主微机控制单元（MCU），以及控制交流辅助传动系统的辅助控制单元（ACU）构成，同样以英特尔80C196微处理器作为核心。与以往的DLC系统相比，ADLC系统增加了防空转和滑行控制、交流辅助发电励磁控制、冷却风扇电源逆变器变频控制等功能，并采用了新研制的可编程逻辑控制器以简化控制程序。

### 转向架
机车轴式为Co-Co，走行部为两台相同的无导框式三轴转向架。转向架采用钢板组焊成封闭式箱形结构的“目”字形构架。轮对轴箱采用滚柱轴承和拉杆式弹性定位装置，轴箱通过装有橡胶关节元件的上、下轴箱拉杆与构架相连接，实现轴箱相对于构架的横向和纵向定位。转向架采用四点支承的弹性摩擦式旁承，车体全部重量通过八个旁承由两台转向架支承，转向架与车体间还设有缓冲侧挡装置。
弹簧悬挂装置分为一系和二系悬挂两部分。一系悬挂采用独立悬挂形式，包括轴箱与构架之间的轴箱圆弹簧，以及在1、3、4、6轴装有并列的液压减震器。二系悬挂为转向架构架与车体之间的旁承橡胶堆。一系及二系悬挂静挠度分别为121毫米和15毫米。牵引力和制动力通过低位平行四杆牵引杆机构传递，牵引点至轨面距离725毫米。
牵引电动机采用单侧齿轮传动的轴悬式驱动方式（滚动抱轴承式半悬挂）。全部牵引电动机采用顺置排列方式，即牵引电动机都放在车轴的同一侧，可以有效地减少轴重转移的幅度，牵引齿轮传动比为4.5（63：14）。标配的踏面制动装置为带闸瓦间隙自动调节器、高磨合成闸瓦、弹簧停车制动器的踏面制动单元，同时亦备有带闸瓦间隙自动调节器、铸铁闸瓦、停放制动为手制动装置的单侧单闸瓦杠杆制动方案供用户选择。转向架并设有轮缘润滑装置。

## 重大事故
- 2019年4月10日晚上9时52分，中铝物流集团中部国际陆港有限公司（以下简称陆港公司）的东风10DD型0179号机车，牵引装载铝矿石的6102次列车（编组25辆，总重2347.5吨，换长31.7）经由中国铝业股份有限公司河南分公司专用铁路（河南省郑州市巩义市境内）运行。由于6102次列车在小关站开车前，陆港公司作业人员违反规定，未连接机车与机后1位车辆制动软管，未打开机车和机后1位车辆运行方向1位端折角塞门，并未按规定进行列车制动机试验，在开车前未能发现机车与车辆制动主管没有贯通，导致列车开车后车辆制动失效。当列车准备进入新中站停车时无法减速，以99公里/小时的速度通过本应停车的车站，随后列车进入新中站的避难线，机车及机后16辆车辆冲出避难线后脱轨颠覆，并且压毁当地一户村民住房，机车上的柴油泄露并起火燃烧[8]。事故造成6人死亡（列车工作人员4人、被压民房内村民2人），直接经济损失597.185万元人民币，东风10DD型0179号机车报废。4月12日上午5时49分，搜救活动结束[9]。

## 车辆保存
- 东风10DD型0050号机车：由大连机车车辆厂于2004年制造，曾配属漯阜铁路公司周口机辆段，退役后自2018年12月起放置于河南省周口市的周口铁路主题公园（原漯阜铁路周口站）作静态展示。

## 参看
- 东风5B型柴油机车
- 东风5D型柴油机车
- 东风4D型柴油机车
- 东风4DD型柴油机车
- 东风10F型柴油机车